# José Crescencio Poot
José Crescencio Poot (n. en Dzemul, Yucatán, 1820-f. en Noj Kaaj Santa Cruz Xbalam Naj, Quintana Roo, 22 de agosto de 1885) fue un dirigente social y caudillo maya que comandó durante un tiempo, en la segunda mitad del siglo XIX, a los cruzoob, indígenas insurrectos durante la llamada Guerra de Castas en Yucatán, México ejerciendo un liderazgo férreo y por momentos cruel frente a sus enemigos. Encabezó la matanza y el saqueo de Tekax y más tarde la toma de Tunkás, acciones bélicas en las que los muertos de entre los habitantes de esas plazas que montaron la defensa de las mismas sumaron varios cientos de personas. Por estos hechos fue perseguido implacablemente durante años sin resultado para las tropas del gobierno. No fue sino hasta el año de 1885 cuando fue traicionado y asesinado por Aniceto Dzul, uno de sus propios delegados en la negociación de un tratado de paz con fuerzas del gobierno.

## Datos históricos
José Crescencio Poot fue tatich (jefe o cacique) de Noj Kaaj Santa Cruz Xbalam Naj, la actual población de Felipe Carrillo Puerto en el estado de Quintana Roo en México. Desde ese reducto de la selva maya en la península de Yucatán dirigió varias importantes campañas durante la Guerra de Castas. Intervino entre otras en las acciones (exitosas para los mayas insurrectos) contra Yaxcabá cerca de Chichén Itzá, en 1848 (la primera vez) y en 1869 (la segunda); contra Tunkás (1861) y antes, contra Tekax, en 1857. Esta última en lo particular muy sangrienta y sorpresiva para las fuerzas del gobierno de Yucatán, ya que Poot tuvo que sortear varios puestos de defensa del sur de Yucatán dispuestos precisamente para evitar un ataque a la importante población de Tekax, ataque que finalmente no pudo ser evitado. El conocimiento de Poot de la selva y del territorio yucateco fueron medulares en su estrategia de acceso a las plazas atacadas y el factor sorpresa fue un elemento clave en la estrategia de los atacantes bajo la dirección del comandante maya.
Nelson Reed en su libro sobre la Guerra de Castas en Yucatán menciona la amenaza formal de Poot de ir contra Mérida después de que en 1869 volvió a quemar Yaxcabá y Tzucacab, cuando le escribió al gobernador de Tibolón: 

"..somos soldados de la Cruz (parlante) a la que respetamos y veneramos. Tenemos soldados y suministros suficientes para quemarlos a todos ustedes. Pronto asaltaremos Mérida. A todos aquellos que deseen rendirse los aceptaremos: ya tiene más de tres meses que el coronel José Antonio Muñoz se ha unido a nuestras fuerzas y él podrá decirles cómo lo hemos recibido. Tienen el mes de julio, agosto y septiembre para rendirse. El 1 de octubre esta oferta termina. Mérida caerá y todo Yucatán será nuestro ..."

La amenaza no se cumplió, sin embargo, todavía en 1870 el comandante Poot atacó Chichimilá, muy cerca de Valladolid poniendo en grave riesgo a esa importante plaza del oriente de Yucatán. A partir de estas acciones parece disminuir la agresividad de Poot que ya había consolidado su poder entre los otros dirigentes mayas y ya se había dotado de un importante arsenal de armas (compradas a los ingleses de Belice). Algunos historiadores como Nelson Reed señalan que después de más de 20 años en la lucha fragorosa por la libertad del pueblo maya, es posible que el caudillo mostrará síntomas de cansancio.  En 1884, Poot desconoce un acuerdo que había sido firmado con el gobierno de Yucatán y el de Belice para terminar las hostilidades. En 1885, en agosto, uno de sus allegados, Aniceto Dzul, encargado junto con otros de las negociaciones con los gobiernos vecinos establecidos, traiciona al Tatich Poot, conduce un golpe de Estado en Chan Santa Cruz y mata al jefe. El hijo de José Crescencio Poot, Leandro, huye hacia Chichén Itzá y salva el pellejo. Más tarde este se entrevistaría con el estadounidense Edward H. Thompson y le contó la historia de los últimos meses de su padre en Santa Cruz y los motivos por los que no tomó la ciudad de Mérida, capital de Yucatán, después de que esta estuvo asediada y casi en poder de los indígenas rebeldes.